# Giacomo Bresadola
Giacomo Bresadola (Ortisé, 14 febbraio 1847 – Trento, 9 giugno 1929) è stato un presbitero e micologo italiano.

## Biografia
Figlio di Simone e Domenica Bresadola, nacque a Ortisé in Trentino, al tempo territorio austriaco. Frequentò le scuole elementari a Montichiari (BS), le scuole tecniche (Realschule) a Rovereto e a Trento completò gli studi superiori presso il Imperial Regio Ginnasio dal 1863 al 1866.
Proprio a Trento, maturata la vocazione al sacerdozio, nel 1866 si dedicò agli studi teologici che concluse quattro anni dopo, quando fu ordinato sacerdote.
Esercitò a Baselga di Piné, poi a Roncegno, infine nel 1874 fu nominato parroco di Magras, frazione del comune di Malé in Val di Sole. Qui nel 1880 divenne socio della Società degli alpinisti tridentini.
A Magràs si dedicò presto allo studio della botanica approfondendo le proprie conoscenze sui muschi e i licheni, poi iniziò lo studio dei funghi sotto lo stimolo di Padre Giovanella da Cembra, un frate cappuccino del convento di Malé, al quale dedicò successivamente una nuova specie, l'Omphalia giovanellae, (Clitopilus giovanellae (Bres.) Sing.).

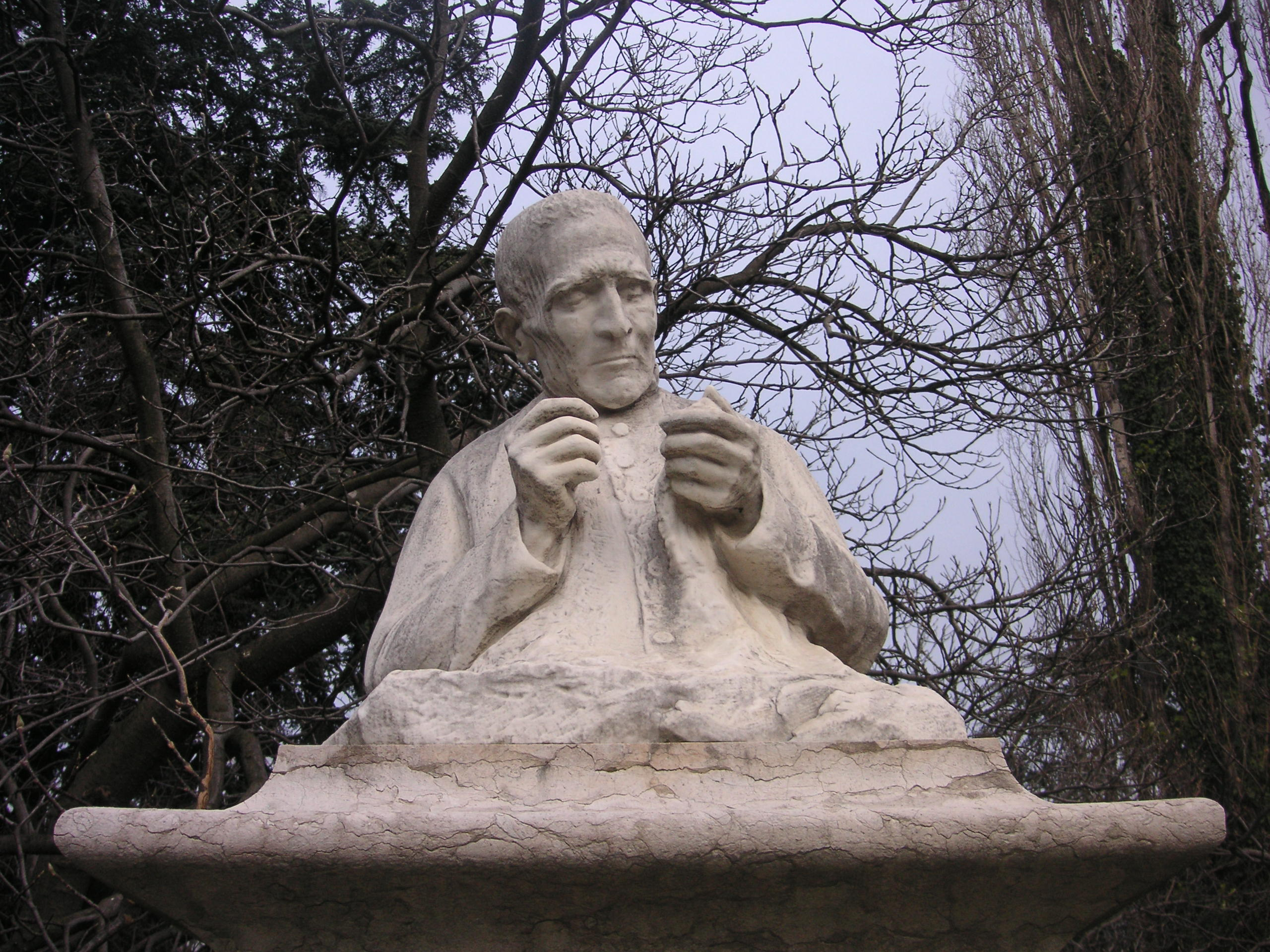
Busto di Bresadola in Piazza Dante a Trento

Nel 1885, trasferito a Trento, presso la Curia Vescovile, svolse l'incarico di amministratore del Capitolo della Cattedrale fino al 1910. Da allora visse come pensionato a Trento, continuando la sua attività di micologo.
Si formò in campo micologico acquistando e leggendo le opere del Venturi e del Vittadini, ma evento decisivo fu la sua lettera al professor Pier Andrea Saccardo con la quale chiedeva di avere le sue opere e dava la sua disponibilità per ricerche micologiche in Trentino. Da allora, infatti, nacque una proficua e durevole amicizia oltre che ad una lunga collaborazione.
Saccardo non fu l'unico, in quanto Bresadola cominciò a collaborare con le più importanti riviste botaniche europee e con numerosi micologi di fama internazionale. Tra questi basta ricordare Lucien Quélet, Patouillard, Sydow, Henning, Barla e Massalongo.
Di fondamentale importanza, fu il rapporto di collaborazione con Bourdot e Galzin nello studio intrapreso dai due micologi francesi sugli Aphyllophorales.
Oltre ad essere stato uno dei fondatori della Société mycologique de France e membro dell'Accademia Pontificia dei Lincei, Bresadola, nella sua vita aveva ricevuto molte onorificenze, tra cui: socio benemerito della Società Botanica Italiana, socio corrispondente della "Botanical Society of America", membro onorario della B.M.S., socio onorario della Deutsche Gesellschaft für Pilzkunde.
La morte lo colse il 9 giugno 1929, a Trento nella sua modesta abitazione, mentre stava ancora lavorando all'"Iconographia Mycologica", opera che fu poi ultimata postuma grazie all'interessamento della Società Botanica Italiana e del Museo di Storia Naturale di Trento.
Per ricordarne la memoria, nel settembre del 1930, nel corso di un convegno della Società Botanica Italiana tenuto a Trento presso il Museo di Storia Naturale, fu scoperto un busto marmoreo a lui dedicato.
Le ristrettezze economiche lo costrinsero a cedere un erbario di circa 30.000 specie al Museo di Stoccolma.
A lui è intitolato il  Museo Diocesano di Scienze Naturali che si trova presso il Collegio Arcivescovile di Trento.
A Giacomo Bresadola sono state intitolate strade, oltre che in varie località trentine, anche nel quartiere Centocelle di Roma e a Bergamo.

## Opere

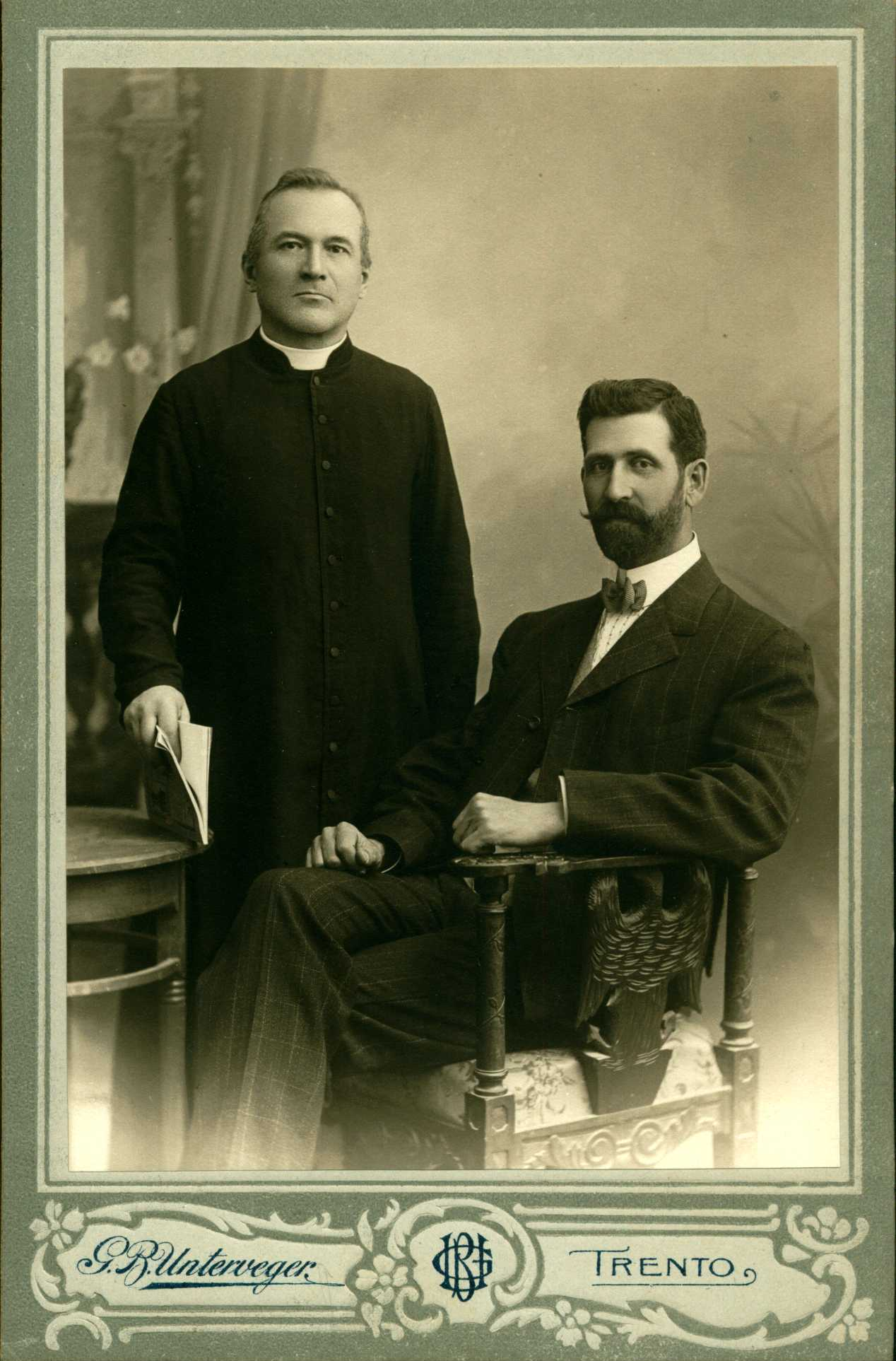
Giacomo Bresadola con William Alphonso Murrill in una fotografia di Giovanni Battista Unterveger

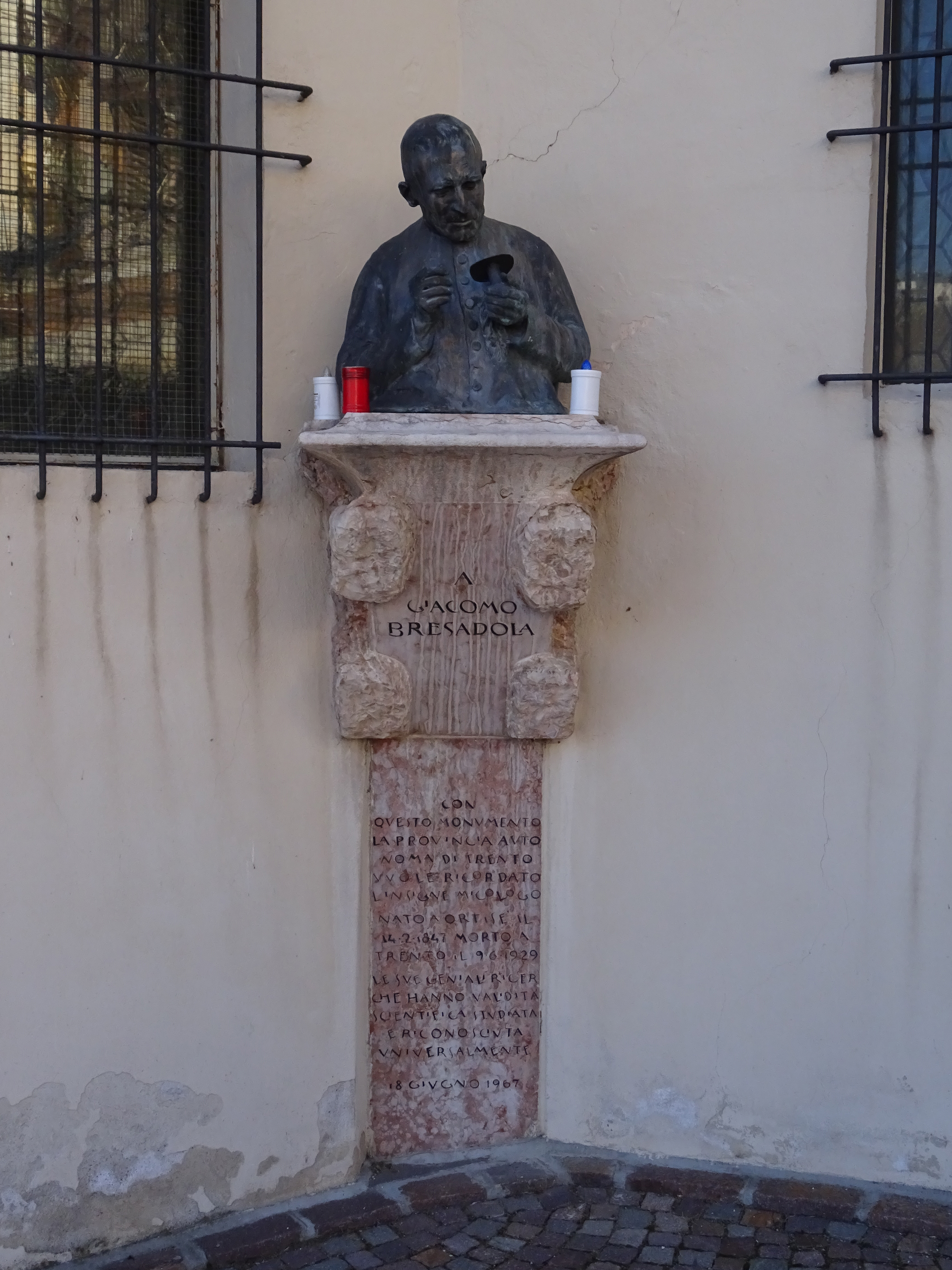
Monumento a Ortisé, luogo natale di Bresadola

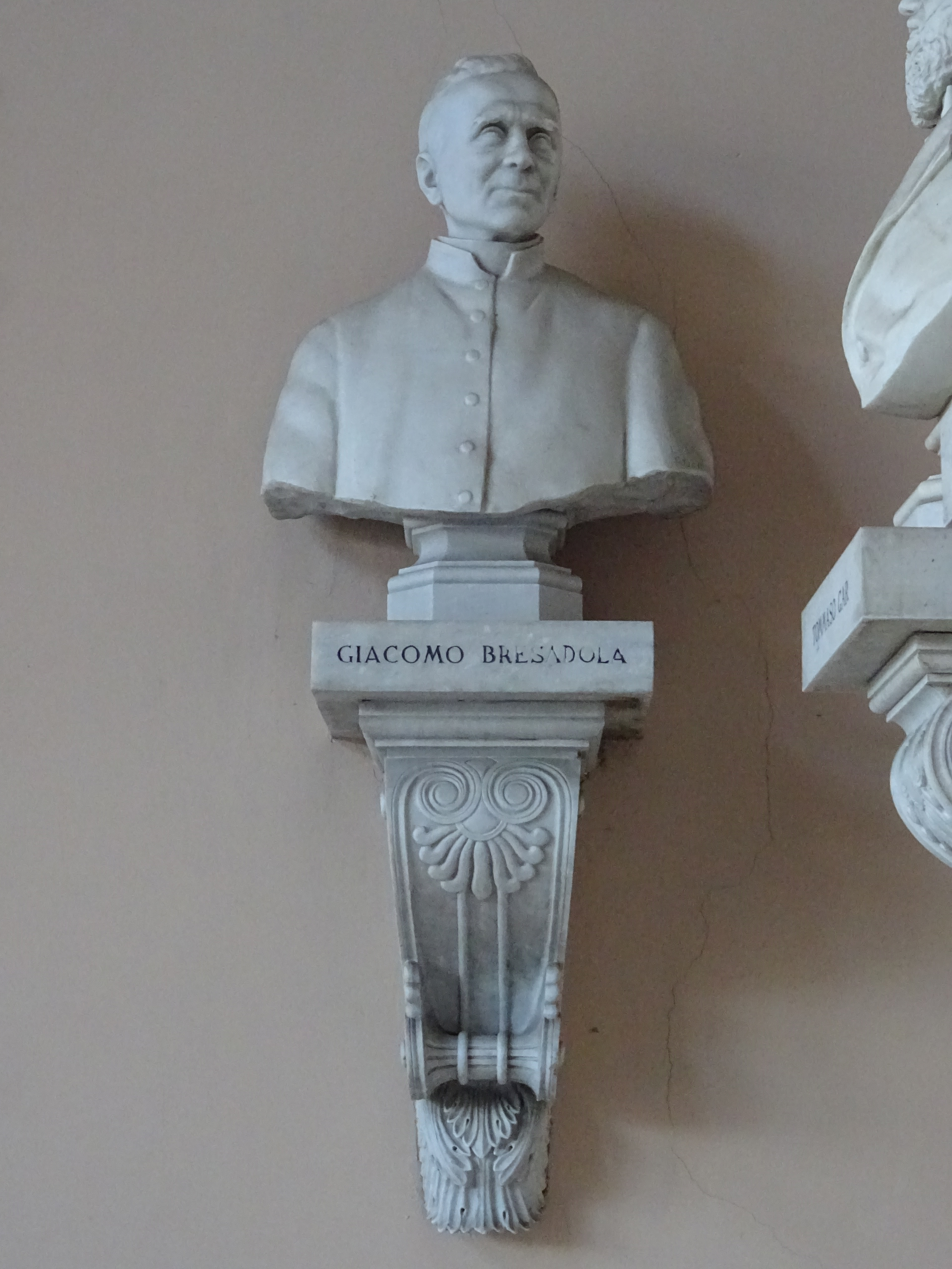
Busto di Giacomo Bresadola nel famedio del cimitero monumentale di Trento

- La prima opera con la quale si fece conoscere in Europa fu Fungi tridentini novi vel nondum delineati et iconibus illustrati, il cui primo volume uscì nel 1881 ed il secondo nel 1892, un atlante di 281 specie e varietà descritte ed illustrate con 217 tavole dipinte a mano dallo stesso Bresadola.
- In collaborazione con Berlese, assistente di Saccardo a Padova, pubblicò nel 1889 anche un lavoro sui micromiceti, Mycromycetes Tridentini, dove vengono trattate ben 300 specie.
- Iconographia Mycologica (1925-1933), l'opera magna di Bresadola, risultato di un lungo studio, costituita da 26 volumi con 1250 tavole, riproducenti i disegni autografi dello stesso Bresadola, raffiguranti specie di macromiceti, distribuiti in 143 generi, corredati da puntuali descrizioni, bibliografia ed annotazioni in latino. Caratteristica saliente dell'opera è l'accurata aderenza grafica della realtà del soggetto, sia per quanto riguarda l'insieme sia per quanto riguarda i suoi principali caratteri microscopici. Tutto ciò fa di Bresadola un ricercatore di frontiera. Aggiornamenti a quest'opera sono stati realizzati aggiungendo:
  - nel 1940, il volume XXVII che è una monografia redatta da Gilbert sui funghi appartenenti al genere Amanita;
  - nel 1960 il volume XXVIII, su Elaphomycetales e Tuberales di Ceruti;
  - nel 1985, il volume XXIX sui funghi appartenenti al genere Inocybe, scritto da Alessio con le tavole disegnate da Rebaudengo.
- 1890 : Fungi Kamerunenses a cl. viro Joanne Braun lecti, additis nonnullis aliis novis, vel criticis ex regio museo bot. Berolinensi. Bulletin de la Société mycologique de France 6 (1): 32-49.
- 1891 Fungi Lusitani collecti a cl. viro Adolphus Fr. Moller, anno 1890. Boletim da Sociedade Broteriana 9: 1-9 [reprint pag.].
- 1891 : Champignons de la Hongrie. Revue Mycologique Toulouse 13: 20-33.
- 1892 : Fungi aliquot Saxonici novi lecti a cl. W. Krieger. Hedwigia 31: 40-41.
- 1893 : Fungi aliquot Saxonici novi lecti a cl. W. Krieger. Hedwigia 32: 32-[?].
- 1894 : Fungi aliquot Saxonici novi vel critici a cl. W. Krieger lecti (contributio III ad Floram Mycol. Saxoniae). Hedwigia 33: 206-210.
- 1896 : Fungi aliquot Saxonici novi a cl. W. Krieger lecti. IV. Hedwigia 35: 199-[200].
- 1896 : Fungi Brasilienses lecti a cl. Dr Alfredo Möller. Hedwigia 35: 276-302.
- 1897 : Hymenomycetes Hungarici Kmetiani. Atti dell'I.R. Accademia di Scienze Lettere ed Arti degli Agiati in Rovereto Ser. 3 3: 66-[114].
- 1899 : I funghi mangerecci e velenosi dell'Europa media con speciale riguardo a quelli che crescono nel Trentino (première édition).
- 1900 : Fungi aliquot Saxonici novi. VI. Hedwigia 39: 325-[347].
- 1900 : Hymenomycetes Fuegiani a cl. P. Dusén et O. Nordenskjöld lecti. K. Vetenskaps-Akademiens Förhandlingar 2: 311-316.
- 1900 : Hymenomycetes fuegiani a Dusén, Nordenskjold lecti. Wissenschaftliche Ergebnisse der Schwedischen Expedition nach den Magellansländern. 1895-1897 Band. III.
- 1902 : Mycetes Lusitanici novi. Atti dell'I.R. Accademia di Scienze Lettere ed Arti degli Agiati in Rovereto Ser. 3 8: 128-133.
- 1903 : Fungi Polonici a cl. Viro B. Eichler lecti (continuatio). Annales Mycologici 1 (1-2): 65-131, 1 planche.
- 1903 : Fungi Polonici. Annales Mycologici 1 (1): 65-96.
- 1903 : Mycologia Lusitanica. Diagnoses fungorum novorum. Brotéria Ser. Botânica 2: 87-92.
- 1905 : Hymenomycetes novi vel minus cogniti. Annales Mycologici 3: 159-164.
- 1906 : I funghi mangerecci e velenosi dell'Europa media con speciale riguardo a quelli che crescono nel Trentino. II edizione riveduta ed aumentata. Trento: Stab. Lit. Tip. Giovanni Zippel 1906. 8vo, p (1-5) 6-142 et 121 planches (dont 120 lithographies coul.).
- 1908 : Fungi aliquot Gallici novi vel minus cogniti. Annales Mycologici 6: 37-47.
- 1908 : Drittes Verzeichniss zu meiner Exsiccatenwerk Fungi Selecti Exsiccati, Serien IX-XII (201-300). Verhandlungen des Botanischen Vereins der Provinz Brandenburg 50: 29-51.
- 1911 : Fungi Congoenses. Annales Mycologici 9: 266-276.
- 1911 : Adnotanda mycologica. Annales Mycologici 9 (4): 425-428.
- 1912 : Polyporaceae Javanicae. Annales Mycologici 10: 492-508.
- 1912 : Basidiomycetes Philippinenses. Series I. Hedwigia 51 (4): 306-326.
- 1912 : Basidiomycetes Philippinenses. Series II. Hedwigia 53: 46-80.
- 1913 : Champignons de Congo Belge. Bulletin du Jardin Botanique de l'État à Bruxelles 4: 6-30.
- 1915 : Neue Pilze aus Sachsen. Annales Mycologici 13: 104-106.
- 1915 : Basidiomycetes Philippinenses. Series III. Hedwigia 56 (4): 289-307.
- 1916 : Synonymia et adnotanda mycologica. Annales Mycologici 14 (3-4): 221-242.
- 1920 : Selecta mycologica. Annales Mycologici 18 (1-3): 26-70.
- 1925 : New species of fungi. Mycologia 17 (2): 68-77.
- 1926 : Selecta mycologica II - Studi Trentini Sen Il. Sci. Nat. ed. Econ. 7 (1): 51-81.
- 1927 [publ. 1928] : Iconografia Mycologica 3: 101-150. Mediolani.
- 1929 : Iconografia Mycologica 9: 401-450.
- 1929 : Iconografia Mycologica 12: 551-600.
- 1930 : Iconografia Mycologica 16: 751-800.
- 1893 : Bresadola, G., Hennings, P. & Magnus, P.. Die von Herrn P. Sintenis auf der Insel Portorico 1884-1887 gesammelten Pilze. Botanische Jahrbücher für Systematik, Pflanzengeschichte und Pflanzengeografie 17: 489-501, 1 planche.
- 1897 : Bresadola, G. & Saccardo, P.A.. Enumerazione dei funghi della Valsesia raccolti dal Ch. Ab. Antonio Carestia. Malpighia 11: 241-325.
- 1899 (1900) : Bresadola, G. & Saccardo, P.A.. Fungi Congoenses. Bulletin de la Société Royale de Botanique de Belgique 38: 152-168, 5 planches.

## Taxa micologici descritti da Bresadola

### Generi
- Bourdotia (Bres.) Bres. & Torrend, Broteria, ser. bot. 11: 88 (1913)
- Copelandia Bres., Hedwigia 53: 51 (1912)
- Jaapia Bres., Annls mycol. 9: 428 (1911)

### Specie e sottospecie
- Asterostroma laxum, A. medium, A. ochroleucum
- Collybia dryophila var. peronata, var. vernalis Schulzer & Bresadola
- Corticium queletii
- Cortinarius variegatus, C. variegatus var. marginatus
- Cyphella alboflavida, C. cochlearis
- Dacrymyces palmatus (Schweinitz) Bresadola 1904
- Discina leucoxantha, D. melaleuca, D. repanda var. terrestris
- Eichleriella leucophaea
- Entoloma excentricum
- Exidia umbrinella
- Exobasidium graminicola
- Ganoderma pfeifferi
- Gloeoporus dichrous (Fries) Bresadola 1912
- Gyromitra leucoxantha
- Hebeloma fusipes, H. hiemale
- Helvella queletii
- Heterochaete delicata (Klotzsch ex Berkeley) Bresadola
- Hygrophorus marzuolus (Fries : Fries) Bresadola, H. queletii
- Hymenochaete fuliginosa (Persoon) Bresadola
- Inocybe cookei, I. fulvella, I. fulvida, I. hirtella, I. incarnata, I. patouillardii, I. rhodiola, I. umbrina
- Jaapia argillacea
- Lactarius uvidus var. pallidus
- L. boudieri, L. helveola, L. ignicolor, L. lignicolor, L. lilacea, L. rubella
- Melanoleuca paedida, M. phaeopodia
- Morchella tridentina
- Mycena arcangeliana, M. olida
- Nectria galligena
- Panaeolus guttulatus
- Panellus stipticus var. albus
- Peniophora frangulae, P. nuda (Fries) Bresadola 1897, P. proxima, P. versicolor
- Peziza praetervisa
- Phlebia livida (Persoon : Fries) Bresadola 1897
- Phylloporus rhodoxanthus (Schweinitz : Fries) Bresadola
- Pluteus diettrichii, P. granulatus, P. luteus, P. murinus
- Russula azurea, R. chloroides (Krombholz) Bresadola, R. elegans, R. lilacea var. carnicolor, R. olivacea var. pavonina, R. puellaris var. leprosa, R. purpurascens, R. similis, R. torulosa, R. turci
- Sebacina carneola, Sebacina plumbea Bresadola & Torrend 1913
- Septobasidium carestianum, S. cavarae, S. fuscoviolaceum, S. marianii
- Torrendia pulchella
- Tricholoma goniospermum, T. squarrulosum, T. sulfurescens
- Tulasnella brinkmannii, T. eichleriana, T. fuscoviolacea, T.pinicola
- Tulostoma armillatum, T. melanocyclum
- Vuilleminia megalospora

## Taxa micologici dedicati a Bresadola

### Specie
- Agaricus bresadolae Schulzer, [= Lepiota, Leucocoprinus, = Leucoagaricus americanus)
- Agaricus bresadolanus Bohus (1969)
- Alternaria bresadolae (Parisi) P. Joly (1964);
- Amanita bresadolae Schulzer;
- Amanita bresadolae (Rick) Rick (1937)
- Anixia bresadolae Höhn.
- Apiocrea bresadolana (A. Møller) G.R.W. Arnold (1972)
- Armillaria bresadolae Rick (1907)
- Ascochyta bresadolae Sacc. & P. Syd. (1899)
- Ascophanus bresadolae Boud. (1907)
- Astrosporina bresadolae (Massee) E. Horak (1979)
- Auricularia bresadolae Schulzer
- Boletus bresadolae Quél. (1881), [Boletopsis b., Suillus laricinus var. (= Suillus viscidus var. b.)]
- Boletus bresadolae Schulzer (1885)
- Boletus bresadolanus J. Blum (1970)
- Bovista bresadolae (Schulzer) De Toni
- Cellularia bresadolae (Schulzer) Kuntze (1898)
- Cenangium bresadolae Rehm (1896), (= Encoeliopsis bresadolae)
- Ceriporia bresadolae (Bourdot & Galzin) Bondartsev & Singer
- Ciborinia bresadolae (Rick) J.T. Palmer (1992)
- Clavaria bresadolae Quél. (1888), (= Mucronella bresadolae)
- Clavaria bresadolae Cavara (1891), (= Ramariopsis pulchella)
- Clitocybe bresadolae R. Schulz
- Clitocybe bresadolana Singer (1937)
- Collybia bresadolae Sacc. & D. Sacc. (1962), (= Gymnopus erythropus)
- Coprinus bresadolae Schulzer (1885)
- Corticium bresadolae Bourdot (1910), (= Granulobasidium vellereum)
- Corticium bresadolae Sacc. & Trotter (1910)
- Corticium bresadolanum Sacc. & Trotter (1912), [Byssocristella bresadolana (Sacc. & Trotter) Jülich (1973), (= Tomentellopsis bresadolana)]
- Cortinarius bresadolae Schulzer
- Cortinarius bresadolanus Moënne-Locc. & Reumaux (1995)
- Coryne bresadolae Rehm;
- Crepidotus bresadolae Pilát (1948), (= Crepidotus versutus)
- Cronartium bresadolanum Henn. (1895)
- Cyclomyces bresadolae Henn. ex G. Cunn. (1965)
- Cyphella bresadolae Grelet (1922), (= Merismodes bresadolae)
- Dendryphion bresadolellae Höhn.
- Diplodia bresadolae Tassi (1896)
- Diplonaevia bresadolae (Rehm) B. Hein (1983)
- Encoeliopsis bresadolae (Rehm) J.W. Groves (1969)
- Favolus bresadolanus Speg. (1926), (= Favolus tenuiculus)
- Flammula bresadolae Schulzer (1885)
- Galerina bresadolana Bon (1983)
- Gibberella bresadolae (Rick) L. Holm (1968)
- Gibberidea bresadolae Rick
- Globaria bresadolae Schulzer
- Grandinia bresadolae P. Karst. (1898)
- Hericium bresadolae (Quél.) Malençon (1958), (= Mucronella bresadolae)
- Hydnum bresadolae Quél. (1891)
- Hygrophorus bresadolae Quél. (1881)
- Hyphoderma bresadolae Jülich (1974)
- Hypochnus bresadolae Brinkmann (1903), (= Tomentella stuposa)
- Hypomyces bresadolae Sacc.
- Hypomyces bresadolanus A. Møller (1901)
- Hypoxylon bresadolae (Theiss.) P.M.D. Martin (1967)
- Infundibulicybe bresadolana (Singer) Harmaja (2003)
- Inocybe bresadolae Massee (1904)
- Inocybe bresadolana Bon (1983)
- Irpex bresadolae Schulzer (1885), (= Irpex lacteus)
- Lachnella bresadolae Strasser
- Lactarius bresadolanus Singer
- Laetinaevia bresadolae (Rehm) Petr. (1940)
- Lentinus bresadolae Schulzer (1885), (= Panus conchatus)
- Lenzites bresadolae Schulzer (1885)
- Lepiota bresadolae Henn.
- Leptonia bresadolae Schulzer
- Leptosphaeria bresadolana Jaap (1916)
- Macrosporium bresadolae Parisi (1922)
- Marasmius bresadolae Kühner & Romagn. (1953), (= Gymnopus erythropus)
- Melanoleuca bresadolana Bon (1988)
- Merismodes bresadolae (Grelet) Singer (1975)
- Microporus bresadolae (Schulzer) Kuntze (1898)
- Microsphaera bresadolae (Quél.) Bres.
- Mucronella bresadolae (Quél.) Corner (1970)
- Mycena bresadolae Schulzer
- Mycena bresadolana Robich & Neville (1998)
- Myriogenospora bresadolana Henn. (1902)
- Naevia bresadolae Rehm
- Neogodronia bresadolae (Rehm) Schläpf.-Bernh. (1969), (= Encoeliopsis bresadolae)
- Omphalia bresadolae Maire
- Pezizella bresadolae Rehm
- Phellinus bresadolanus Teixeira (1992), (= Hydnochaete peroxydata)
- Phlebia bresadolae Parmasto (1967)
- Phloeospora bresadolae Allesch.
- Phoma bresadolae Sacc.
- Phyllosticta bresadolae Sacc. & D. Sacc.
- Phyllosticta bresadolana Bubák & Kabát (1906)
- Pilosace bresadolae Schulzer
- Pirottaea bresadolae Sacc. (1889), (= Pirottaea bresadolae var. bresadolae)
- Podosphaera bresadolae Quél.
- Polyporus bresadolae Schulzer (1885)
- Polyporus bresadolanus (Speg.) Popoff & J.E. Wright (1998), (= Favolus tenuiculus)
- Polystictus bresadolae (Schulzer) Sacc. (1888), (= Irpex lacteus)
- Polystictus bresadolanus Speg. (1919)
- Poria bresadolae Bourdot & Galzin (1925)
- Pterula bresadolana Henn. (1893)
- Ramularia bresadolae U. Braun (1991)
- Rhabdospora bresadolae Allesch.
- Rosellinia bresadolae Theiss. (1908)
- Russula bresadolae Schulzer
- Scleroderma bresadolae Schulzer
- Sclerotinia bresadolae Rick (1990), (= Ciborinia bresadolae)
- Sebacina bresadolae Lloyd (1925)
- Septobasidium bresadolae Pat.
- Septoria bresadolae Teterevn. (1984)
- Septoria bresadolana K. Krieg. (1915)
- Stemphylium bresadolae Neerg. (1945)
- Stereum bresadolanum Lloyd (1913), (= Podoscypha involuta)
- Thelephora bresadolae Schulzer (1885)
- Thelephora bresadolae Henn. (1901)
- Tomentella bresadolae (Brinkmann) Bourdot & Galzin (1908), (= Tomentella stuposa)
- Tomentellopsis bresadolana (Sacc. & Trotter) Jülich & Stalpers (1980)
- Trametes bresadolae Ryvarden (1988)
- Tricholoma bresadolae Schulzer (1977)
- Tricholoma bresadolanum Clémençon (1977)
- Tubercularia bresadolae Sacc. & D. Sacc.
- Tulostoma bresadolae Petri (1904)
- Typhula bresadolae (Sacc. & Dalla Costa{?}) Trotter (1925)
- Uromyces bresadolae Tranzschel (1910)
- Volvaria bresadolae Trotter
- Xylodon bresadolae (Schulzer) Kuntze (1898), (= Irpex lacteus)

### Sottospecie
- Agaricus campestris var. bresadolae Istv.
- Cortinarius dibaphus var. bresadolae (M.M. Moser) Quadr. (1985)
- Cortinarius helvolus var. bresadolae Rob. Henry & Ramm (1989)
- Cortinarius livor var. bresadolae M.M. Moser (1983),(1986)
- Cortinarius nemorosus var. bresadolae (M.M. Moser) Bon & Gauge{?} (1975)
- Cortinarius saturninus var. bresadolae Moser [Hydrocybe saturnina var. bresadolae M.M. Moser (1953)]
- Cortinarius uraceus var. bresadolae Schulzer
- Cortinarius vibratilis var. bresadolae Kühner (1959),(1989)
- Galerina cerina var. bresadolae A.H. Sm. & Singer (1955)
- Odontia junquillea var. bresadolae Sacc. & Dalla Costa{?} (1915)
- Phlegmacium dibaphum var. bresadolae M.M. Moser (1960)
- Russula atropurpurea var. bresadolae (Schulzer) Singer (1932) [R. krombholzii f. bresadolae (Schulzer) Bon (1988) [var. b. (1990)]
- Russula delica var. bresadolae Singer (1938)
- Suillus aeruginascens var. bresadolae (Quél.) M.M. Moser (1967), [= Suillus viscidus var. b. (Quél.) Bon (1988)]
- Tomentella jaapii subsp. bresadolae (Brinkmann) Bourdot & Galzin (1924), (= *Tomentella stuposa)
- Typhula muscicola subsp. bresadolae Sacc. & Dalla Costa{?} (1915)